# المقارية (أسلم)

تعديل مصدري - تعديل

المقارية هي إحدى قرى عزلة أسلم الشام بمديرية أسلم التابعة لمحافظة حجة، بلغ تعداد سكانها 93 نسمة حسب تعداد اليمن لعام 2004.